# Clara City
Clara City es una ciudad ubicada en el condado de Chippewa en el estado estadounidense de Minnesota. En el Censo de 2010 tenía una población de 1360 habitantes y una densidad poblacional de 301,26 personas por km².

## Geografía
Clara City se encuentra ubicada en las coordenadas 44°57′28″N 95°22′1″O / 44.95778, -95.36694. Según la Oficina del Censo de los Estados Unidos, Clara City tiene una superficie total de 4.51 km², de la cual 4.51 km² corresponden a tierra firme y (0%) 0 km² es agua.

## Demografía
Según el censo de 2010, había 1360 personas residiendo en Clara City. La densidad de población era de 301,26 hab./km². De los 1360 habitantes, Clara City estaba compuesto por el 96.91% blancos, el 0.51% eran afroamericanos, el 0.07% eran amerindios, el 0.15% eran asiáticos, el 0% eran isleños del Pacífico, el 1.4% eran de otras razas y el 0.96% pertenecían a dos o más razas. Del total de la población el 3.75% eran hispanos o latinos de cualquier raza.